# Rouville (Canadá)
Rouville (AFI: [ʀuvil]) es un municipio regional de condado (MRC) de la provincia de Quebec en Canadá. Según el censo de 2021, tiene una población de 37 889 habitantes.
La sede y ciudad más grande del MRC es Marieville.

## Geografía
Está localizado a 35 kilómetros al este de Montreal. Limita con los MRC de Les Maskoutains al norte, La Haute-Yamaska al este, Brome-Missisquoi al sureste, Le Haut-Richelieu al sur, y La Vallée-du-Richelieu al oeste.  Está ubicado en la planicie entre el rio Richelieu al oeste y el monte Yamaska al este.

## Historia
El MRC de Rouville fue creado en 1982 para suceder al antiguo condado de Rouville. El topónimo es en honor a Jean-Baptiste Hertel de Rouville, militar de Nueva Francia que fue señor de Rouville sobre el territorio actual del MRC. El municipio de Saint-Jean-Baptiste se separó del MRC de Rouville en 1998 para integrarse al MRC de La Vallée-du-Richelieu.

## Demografía
Según el censo de 2011, el MRC tiene una población de 37 889 habitantes. La densidad de población es de 78.5 hab./km². El aumento de población fue de 3.7 % entre 2016 y 2021.
Evolución de la población total, 1996-2021

## Localidades
Hay 8 municipios en Rouville:
| Código | Nombre                      | Tipo      | Fecha de constitución | Área total (km²) | Área agua (km²) | Área tierra (km²) | Población 2014 | Gentilicio (en francés) | Densidad (hab./km²) | DT  | Número de concejales | CEP                | CEF                       |
| ------ | --------------------------- | --------- | --------------------- | ---------------- | --------------- | ----------------- | -------------- | ----------------------- | ------------------- | --- | -------------------- | ------------------ | ------------------------- |
| 55008  | Ange-Gardien                | Municipio | 31.12.1997            | 90,26            | 0,30            | 89,96             | 2502           | Gardangeois, e*         | 27,8                | D   | 6                    | Iberville          | Shefford                  |
| 55015  | Saint-Paul-d’Abbotsford     | Municipio | 01.07.1855            | 80,01            | 0,20            | 79,81             | 2792           | Abbotsfordien, ne*      | 35,0                | S   | 6                    | Iberville          | Shefford                  |
| 55023  | Saint-Césaire               | Ciudad    | 26.01.2000            | 84,04            | 1,33            | 82,71             | 5979           | Césairois, e*           | 72,3                | D   | 6                    | Iberville          | Shefford                  |
| 55030  | Sainte-Angèle-de-Monnoir    | Municipio | 15.03.1865            | 44,98            | 0,13            | 44,85             | 1896           | Angèloirien, ne*        | 42,3                | S   | 6                    | Iberville          | Shefford                  |
| 55037  | Rougemont                   | Municipio | 26.01.2000            | 44,39            | 0,13            | 44,26             | 2812           | Rougemontois, e*        | 63,5                | D   | 6                    | Iberville          | Shefford                  |
| 55048  | Marieville                  | Ciudad    | 14.06.2000            | 62,71            | 0,10            | 62,61             | 10 676         | Marievillois, e*        | 170,5               | D   | 6                    | Iberville          | Chambly-Borduas           |
| 55057  | Richelieu                   | Ciudad    | 15.03.2000            | 32,43            | 2,49            | 30,94             | 5502           | Richelois, e*           | 177,8               | D   | 6                    | Chambly            | Chambly-Borduas           |
| 55065  | Saint-Mathias-sur-Richelieu | Municipio | 01.07.1855            | 50,01            | 1,97            | 47,04             | 4692           | Mathiassois, e*         | 99,7                | S   | 6                    | Chambly            | Chambly-Borduas           |
| 550    | Rouville                    | MRC       | 01.01.1982            | 490,1            | 6,9             | 483,2             | 36 337         | .                       | 76,4                | ... | ...                  | Chambly, Iberville | Chambly-Borduas, Shefford |

* Oficial; DT división territorial, D distritos, S sin división; CEP circunscripción electoral provincial, CEF circunscripción electoral federal 